# Harapan Jaya (Cibinong)
Harapan Jaya is een bestuurslaag in het regentschap Bogor van de provincie West-Java, Indonesië. Harapan Jaya telt 23.513 inwoners (volkstelling 2010).